# ジョージ・フレデリック・マッケイ
ジョージ・フレデリック・マッケイ（George Frederick McKay、1899年6月11日 - 1970年10月4日）は、アメリカ合衆国の作曲家。
ワシントン州ハリントン出身。ニューヨーク州ロチェスターのイーストマン音楽学校の作曲学科の卒業生であり、在学中は北欧の作曲家クリスティアン・シンディングとセリム・パルムグレンに師事した。1925年に「黒い丘より」がアーロン・コープランドなど現代の作曲家とともに、アメリカ作曲家フェスティバルでハワード・ハンソン指揮のもとロチェスター管弦楽団により演奏された。ワシントン州立大学（WSU）で学究生活に入り、ジャズやラグタイムを取り入れた芸術歌曲を作曲した。その後ワシントン大学（UW）で作曲学科を設立し、40年以上の間教授の職にあった。教えを受けた学生にはウィリアム・ボルコムやジョン・ケージなどがいる。作品にはシアトル市の委嘱による喚起交響曲「シアトルのための交響曲」、ネイティヴ・アメリカン音楽の影響を受けた「月明かりの儀式より」、ジャズとロマン主義音楽が共存している「港の物語」などがある。

## 文献
- "McKay's Music: The Composer Chronicles--George Frederick McKay's Musical Trek Through the Landscape of 20th Century America." (Includes historic photos & letters) McKay, Frederick L.  ISBN 0615165893 F.L. McKay, Edmonds, Washington 2007
- "Creative Melodist: The Life and Works of George Frederick McKay," Coolen, Michael: Thesis, University of Washington, Seattle 1972.